# Eisenbahnunfall von Pecos

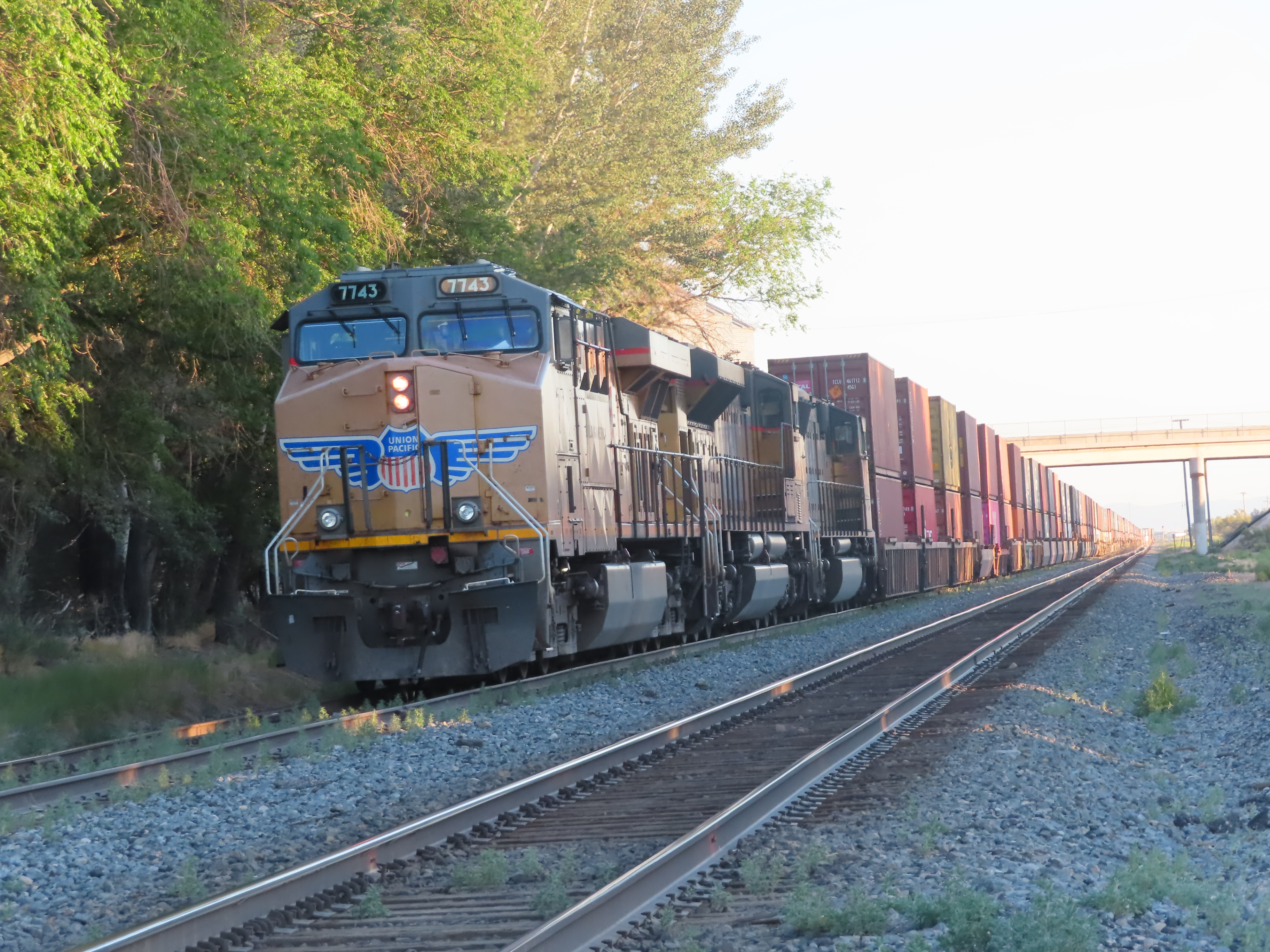
Vergleichbarer Güterzug, hier im Bundesstaat Utah (Juni 2022)

Der Eisenbahnunfall von Pecos ereignete sich am 18. Dezember 2024 in der Kleinstadt Pecos im US-Bundesstaat Texas, als ein Güterzug der Union Pacific Railroad (UP) mit einem auf dem Bahnübergang stehenden Sattelzug kollidierte und daraufhin entgleiste.

## Ausgangslage
Am Nachmittag des 18. Dezember 2024 war der Güterzug ZAILA-18 der Union Pacific Railroad (UP), bestehend aus vier sechsachsigen dieselelektrischen Lokomotiven und 47 mit Seefracht-Containern beladenen Doppelstock-Containertragwagen, auf dem Weg von Shreveport in Louisiana nach Los Angeles in Kalifornien. Bei den Lokomotiven, von denen alle an der Spitze des Zuges liefen, handelte es sich um eine AC4400CW mit der Nummer 5614 sowie drei ES44AC mit den Nummern 7894, 8210 und 8245.
Gleichzeitig war ein von der Spedition Boss Heavy Haul betriebener Sattelzug als Schwertransport gemeinsam mit zwei Begleitfahrzeugen und einer Motorradeskorte innerhalb des Bundesstaates Texas von Houston nach Mentone unterwegs. Die Zugmaschine des Herstellers Peterbilt transportierte zusammen mit einem Nachläufer des Herstellers Scheuerle einen 3,7 m breiten, 35,4 m langen und 41,3 t schweren Kolonnenkörper.
An diesem Mittwochnachmittag herrschten gute Sichtverhältnisse, die Temperatur lag bei etwa 13 °C. Die Signal- und Schrankenanlage des Bahnübergangs war intakt und signalisierte den herannahenden Zug.

## Unfallhergang
Als die Zugmaschine etwa eine Minute vor dem Unglück den Bahnübergang des U.S. Highway 285 in Pecos in nordwestlicher Richtung überquert hatte, kam das Gespann zum Stehen, sodass die Ladung die Bahnstrecke überbrückte. Die daraufhin vom Lokomotivpersonal eingeleitete Schnellbremsung konnte die Geschwindigkeit des Güterzuges von 109 km/h, also nahe der Streckenhöchstgeschwindigkeit von 113 km/h, bis zum Erreichen des Bahnübergangs kaum verringern. Mit noch immer 103 km/h kollidierte der Güterzug etwa um 17.00 Uhr mit der Ladung des Schwertransportes. Infolge des Aufpralls entgleisten die vier Lokomotiven sowie die ersten elf Wagen des Zuges. Die entgleisten Fahrzeuge scherten seitlich aus, kippten teilweise auf die Seite und wurden vom auflaufenden Zugteil zusammengeschoben.

## Folgen
Der Lokomotivführer und sein Beimann wurden bei der Entgleisung tödlich, drei weitere Personen leicht verletzt. Aus den beschädigten Kraftstofftanks der Lokomotiven traten 34 000 l Dieselkraftstoff aus und versickerten im Boden. Erheblicher Sachschaden entstand an den Fahrzeugen, den Gleisanlagen sowie an einem von der städtischen Handelskammer genutzten, aus der Zeit der Texas and Pacific Railway (T&P) stammenden Lagergebäude. Der geschätzte Sachschaden betrug 4 Mio. USD am Oberbau und der Streckenausrüstung der UP sowie 2,2 Mio. USD an den Fahrzeugen und der Ladung der Spedition. Sämtliche Lokomotiven wurden schwer beschädigt und nach dem Unfall nicht wieder aufgebaut.
Lediglich einer der sieben im Zug mitgeführten Container mit Gefahrgut, darunter Airbag-Module und Lithium-Ionen-Akkumulatoren, war unmittelbar am Unfall beteiligt.
In die noch andauernde Unfalluntersuchung involviert waren bisher das National Transportation Safety Board (NTSB), die Federal Motor Carrier Safety Administration (FMCSA), die Federal Railroad Administration (FRA), das Texas Department of Transportation (TxDOT), die Stadt Pecos, die UP, Boss Heavy Haul LLC, die Brotherhood of Locomotive Engineers and Trainmen (BLET) sowie die International Association of Sheet Metal, Air, Rail and Transportation Workers (SMART).